# Sotana (futbol)

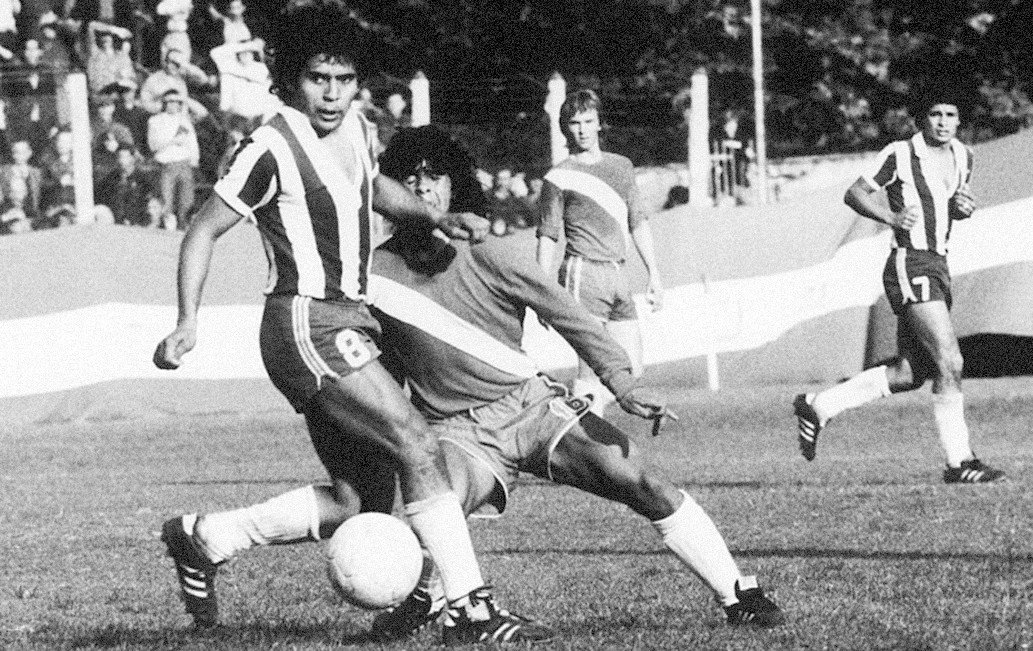
La famosa sotana de Diego Maradona a Juan Cabrera, el 20 d'octubre del 1976.

Una sotana, també anomenada túnel, és una habilitat que es fa servir principalment en futbol, però també en hoquei sobre herba, en hoquei sobre gel i en basquetbol, que consisteix a fer passar la pilota entre les cames d'un oponent. Açò es pot fer passant la pilota o servint, però ben sovint s'associa amb l'habilitat de driblar, que permet que un davanter deixi enrere un defensor.